# Tanabata
Tanabata (七夕? lett. "settima notte"), conosciuta anche come Festa delle stelle o Festa delle stelle innamorate (星祭り?, Hoshi matsuri) è una festa tradizionale giapponese derivata dall'equivalente festività cinese di Qīxī.
Celebra il ricongiungimento delle divinità Orihime e Hikoboshi, che rappresentano le stelle Vega e Altair. Secondo la leggenda, i due amanti vennero separati dalla Via Lattea e potevano incontrarsi solo una volta all'anno, il settimo giorno del settimo mese lunare del calendario lunisolare. La festa si celebra il settimo giorno del settimo mese lunare (in inglese è conosciuta come "Festa del Doppio Sette"), quindi ha una data variabile. Nel calendario gregoriano al settimo giorno del settimo mese lunare del calendario lunisolare giapponese per i prossimi anni cortispondono:
- 2025: 29 agosto
- 2026: 19 agosto
- 2027: 20 agosto

È una dei gosekku (五節句?), le cinque festività più importanti dell'anno.

## Storia

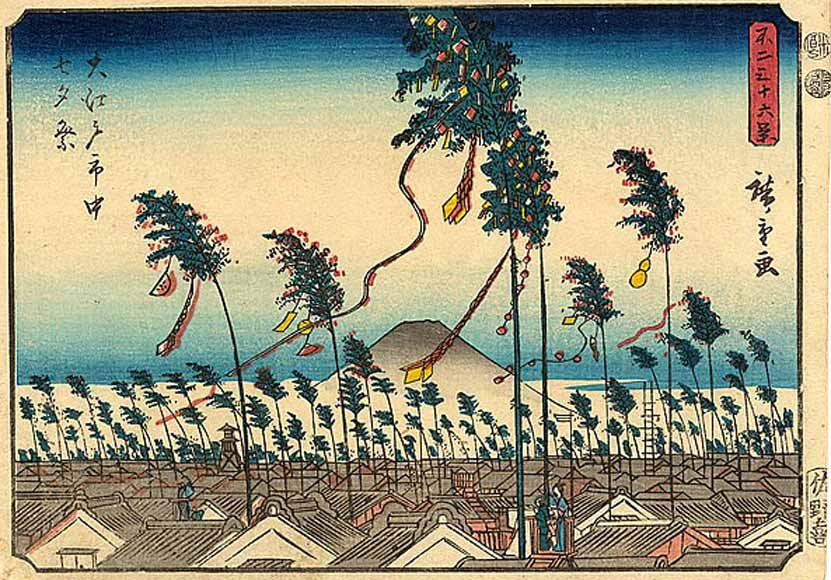
Ukiyo-e raffigurante un Tanabata nella città di Edo (Tokyo). Hiroshige, 1852.

La festività fu importata in Giappone dall'imperatrice Kōken nel 755. Trae origine dal Kikkōden (乞巧 奠? festa per pregare per le abilità), nome alternativo di Qīxī, celebrato in Cina e adottato dal Palazzo Imperiale di Kyoto nel periodo Heian.
La festività guadagnò popolarità tra i giapponesi nel primo periodo Edo, quando iniziò ad essere celebrata insieme alla festa di Obon (celebrato allora il 15º giorno del settimo mese), per trasformarsi poi nel moderno Tanabata.
Le relative usanze variano da regione a regione, ma è comune scrivere desideri su piccole strisce di carta chiamate tanzaku (短冊?) e legarle ad alberi di bambù. Attualmente Obon cade il 15 agosto del calendario solare, vicino alla data originaria nel calendario lunare, rendendo il Tanabata e l'Obon due eventi separati.
Il nome Tanabata è antico e viene associato alla lettura giapponese dei caratteri cinesi 七夕, pronunciati allora come shichiseki (settima sera). Origini più precise si ritrovano in una cerimonia di purificazione shintoista risalente allo stesso periodo, nella quale una miko tesseva su un telaio una veste da offrire alla divinità perché proteggesse il raccolto dalla pioggia e ne donasse loro uno abbondante in autunno. Durante la cerimonia la tessitrice veniva chiamata tanabatatsume (棚機つ女?, donna del telaio) e i primi due kanji (“scaffale” e “apparecchio”) erano letti tanabata (棚機?). Gradualmente questa cerimonia si è fusa con il Kikkōden fino a diventare Tanabata. Per i caratteri cinesi 七夕 fu scelta appositamente la lettura giapponese tanabata, un esempio di caratteri assegnati a posteriori (ateji).

### Origini del Tanabata
La festa del Tanabata deriva da una leggenda cinese che vede protagonisti due amanti, la tessitrice Orihime (織姫? Zhinü nella versione cinese) e il mandriano Hikoboshi (彦星? Niulang per i cinesi), rappresentati da Vega e Altair. La passione fece dimenticare ai due i loro doveri; perciò per punizione il padre di lei Tentei (天帝?), il Re del cielo, li separò e li confinò sulle due rive del Fiume Celeste (detto anche Fiume del Cielo o Fiume Argentato, rappresentante la Via Lattea) e impedì loro di incontrarsi, salvo una volta all'anno, il settimo giorno del settimo mese lunisolare.
Esistono molteplici versioni della leggenda all'origine del Tanabata e molte di queste sono legate all'astronomia, al calendario lunare e alle tradizioni antiche dei popoli asiatici. Una nota storia simile alla leggenda delle due stelle è ambientata nei pressi del fiume Han, in Cina, dove abitava un'abilissima tessitrice, orgoglio del padre, sovrano della regione. In età da marito anche lei venne data in moglie a un pastore e anche questi giovani abbandonarono il lavoro travolti dalla passione; in ugual modo vennero separati senza pietà.
In seguito la storia fu trasposta in uno scenario celeste, probabilmente perché i cinesi erano un popolo di studiosi del cielo e dei fenomeni celesti.

## Usanze
Per celebrare l'incontro delle due stelle, i giapponesi si riversano nelle strade illuminate delle luci dei zen-washi (tipiche lampade di carta) e arricchite da varie decorazioni simboliche, indossando il tradizionale yukata (浴衣?).
Tra i principali addobbi vi sono i tanzaku (短冊?), strisce di carta colorata che simboleggiano i fili di seta intrecciati da Orihime, su cui si scrivono, a volte sotto forma di poesia, preghiere e desideri rivolti alle stelle protagoniste, per poi legarli ai rami di bambù. Ne sono attratti in particolar modo i più giovani, che sono soliti chiedere fortuna nell'amore e, nei tempi più recenti, nello studio.
Toami sono delle reti da pesca, esporre le quali porterebbe fortuna nella pesca e nei raccolti.
Fukinagashi sono strisce filanti colorate che richiamano i fili che tesseva Orihime.
Gli orizuru sono origami, in particolare a forma di gru, che portano salute, protezione e lunga vita alle famiglie.
Kinchaku sono piccole borse tradizionali che portano buoni affari e ricchezza.
Kusudama, classiche decorazioni di forma ovale.
Kuzukago sono sacchi della spazzatura che simboleggiano la "pulizia" (intesa come purezza) e la prosperità.
Il bambù è considerato il simbolo principale del Tanabata. Le sue canne ornano gli usci delle abitazioni, in alcune regioni le foglie vengono fatte galleggiare sui fiumi insieme a lanterne di carta. A tal proposito esiste una famosa canzone popolare che descrive le usanze del Tanabata:
(Canzone popolare giapponese.)

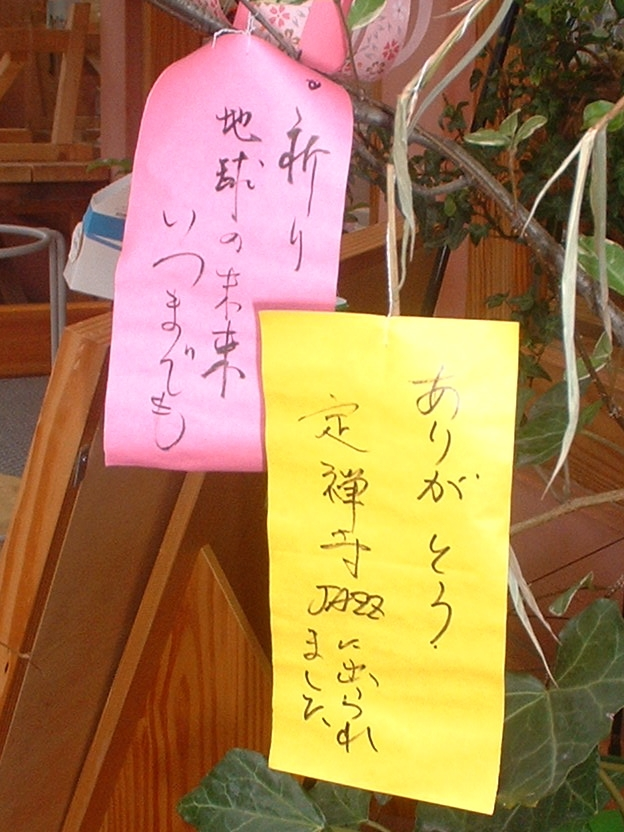
Tanzaku (短冊?)
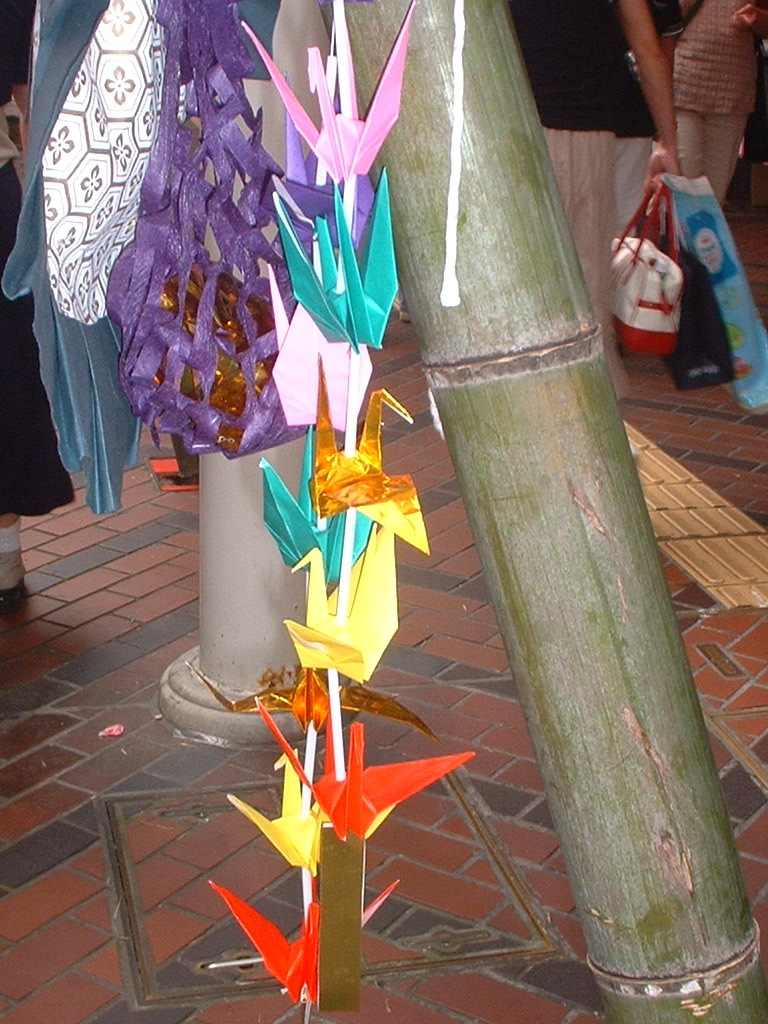
Orizuru (折り鶴? Gru di carta)
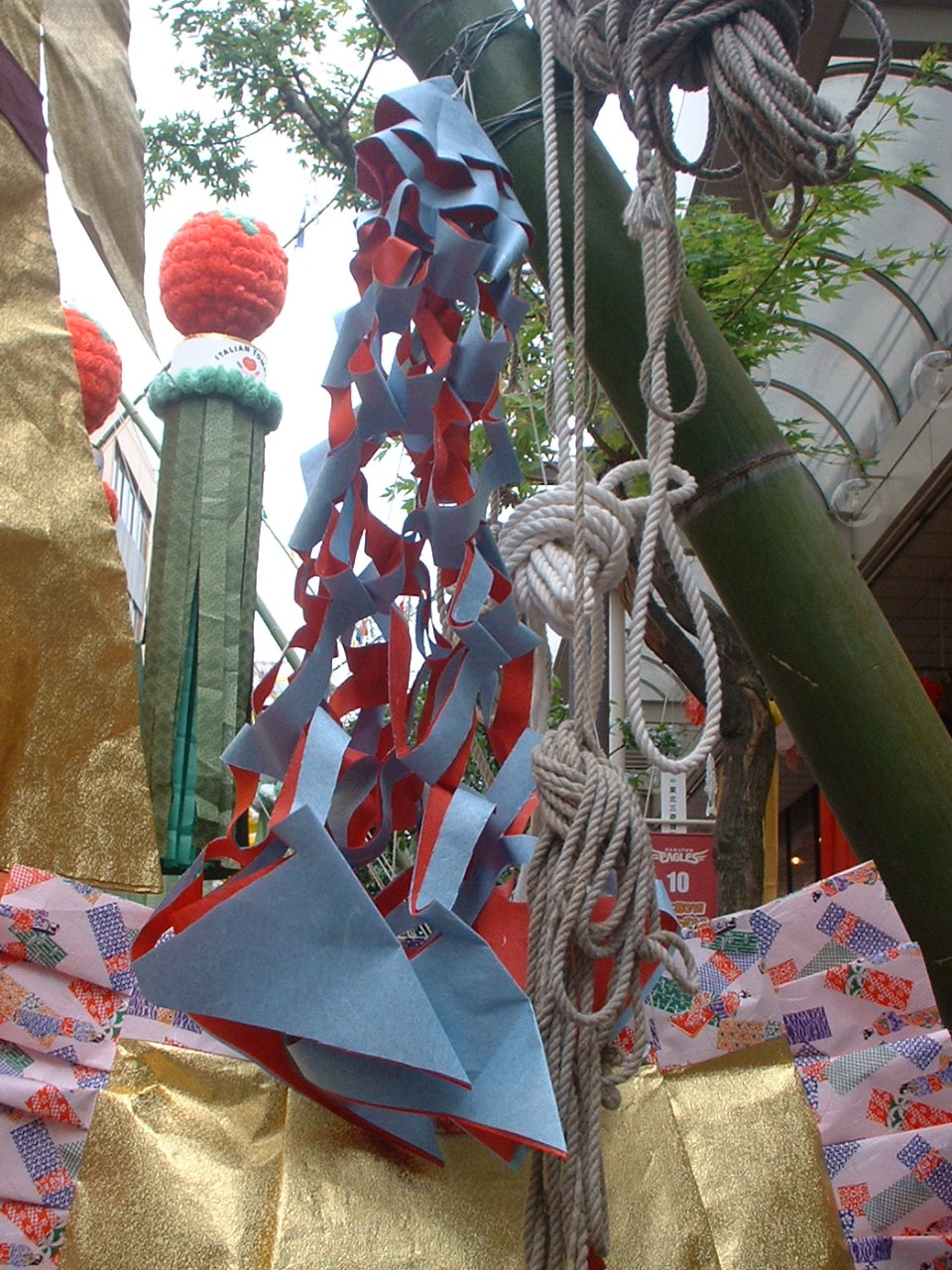
Toami (投網? Reti)
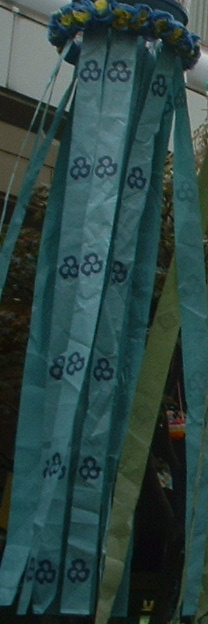
Fukinagashi (吹き流し? Stelle filanti)
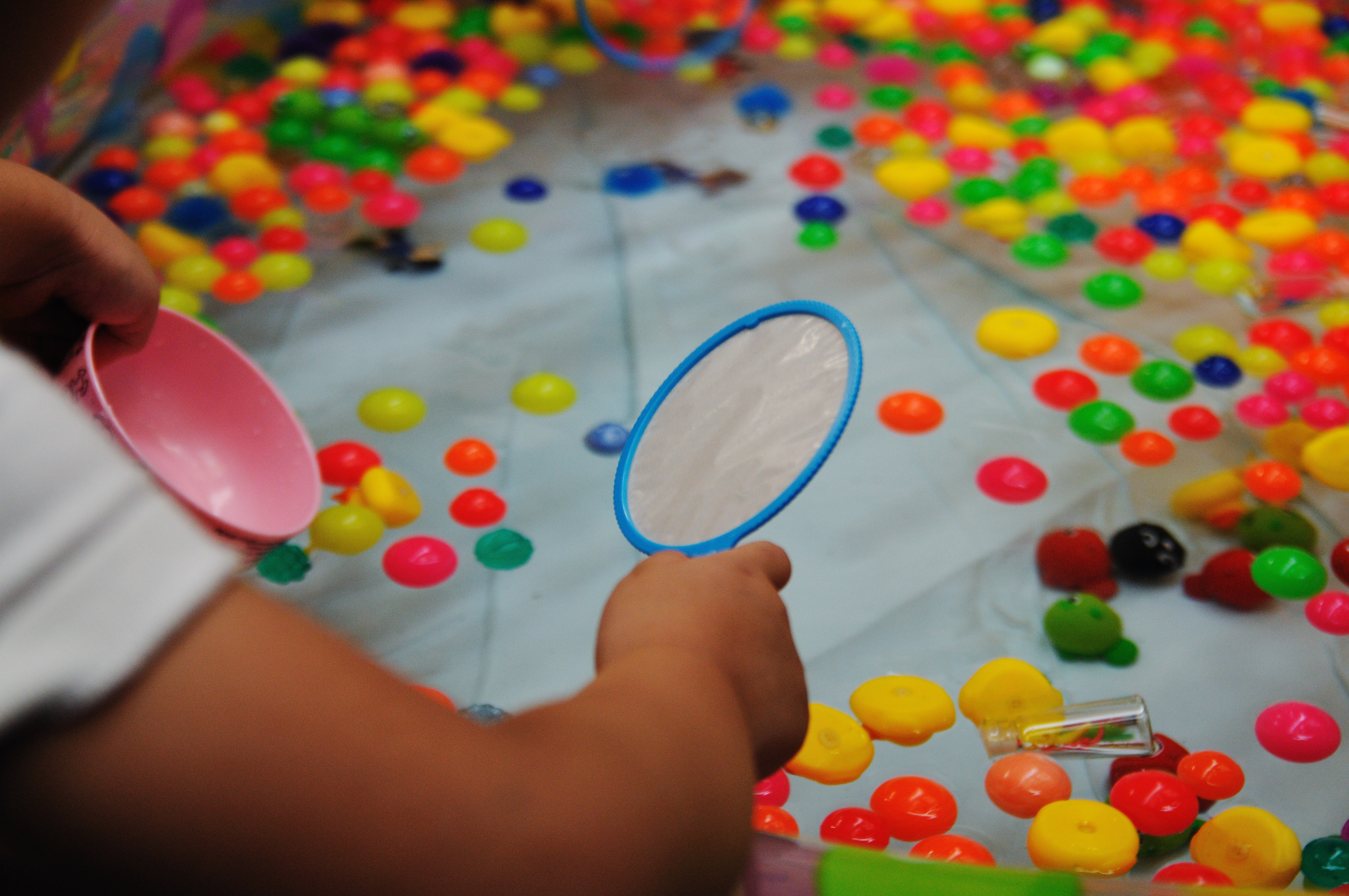
Tipici giochi del Tanabata
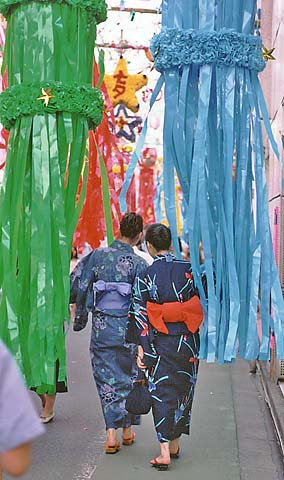
Donne indossano il caratteristico yukata
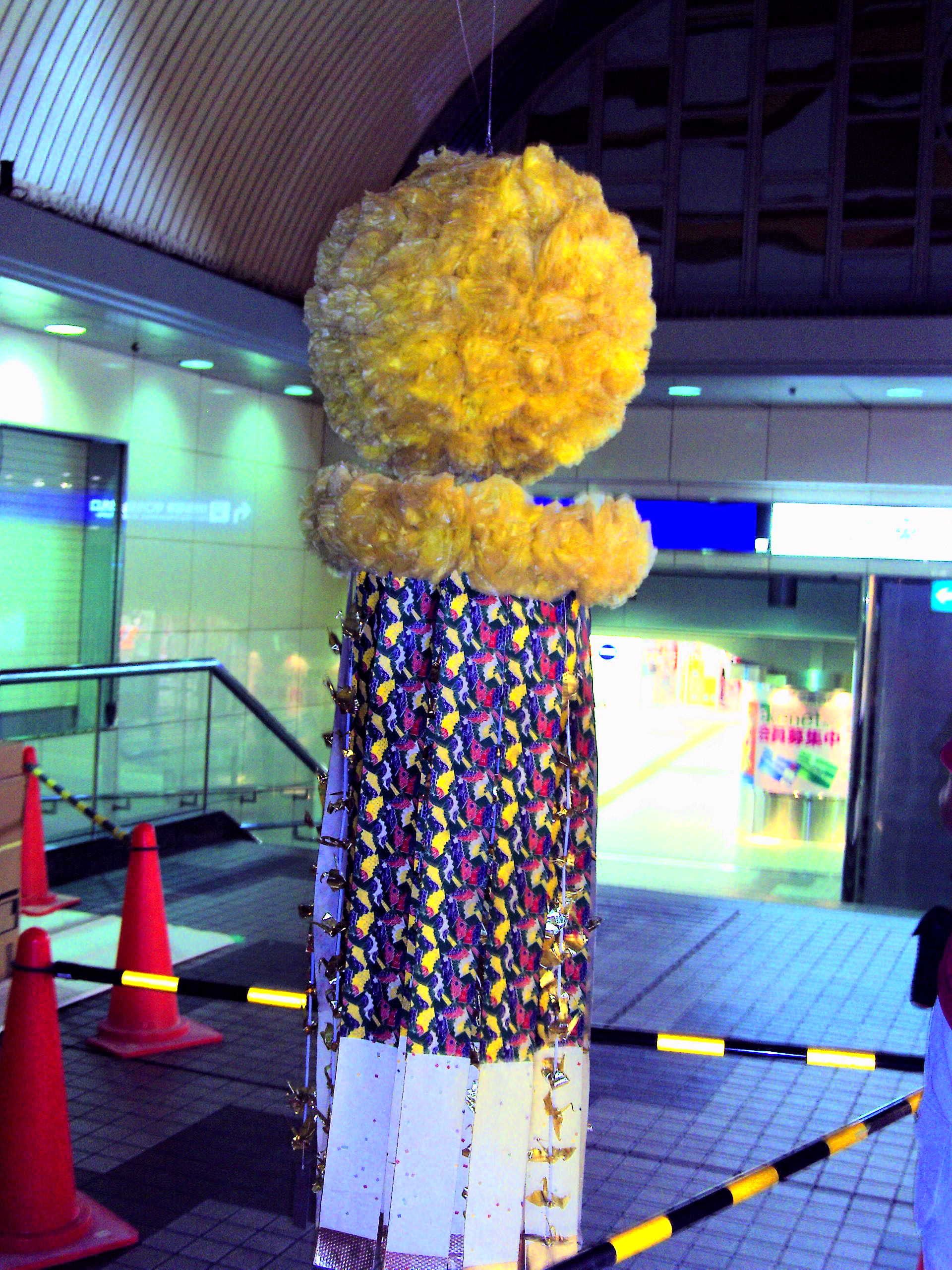
Kusudama (くす玉? classici ornamenti di forma ovale)

## Celebrazione

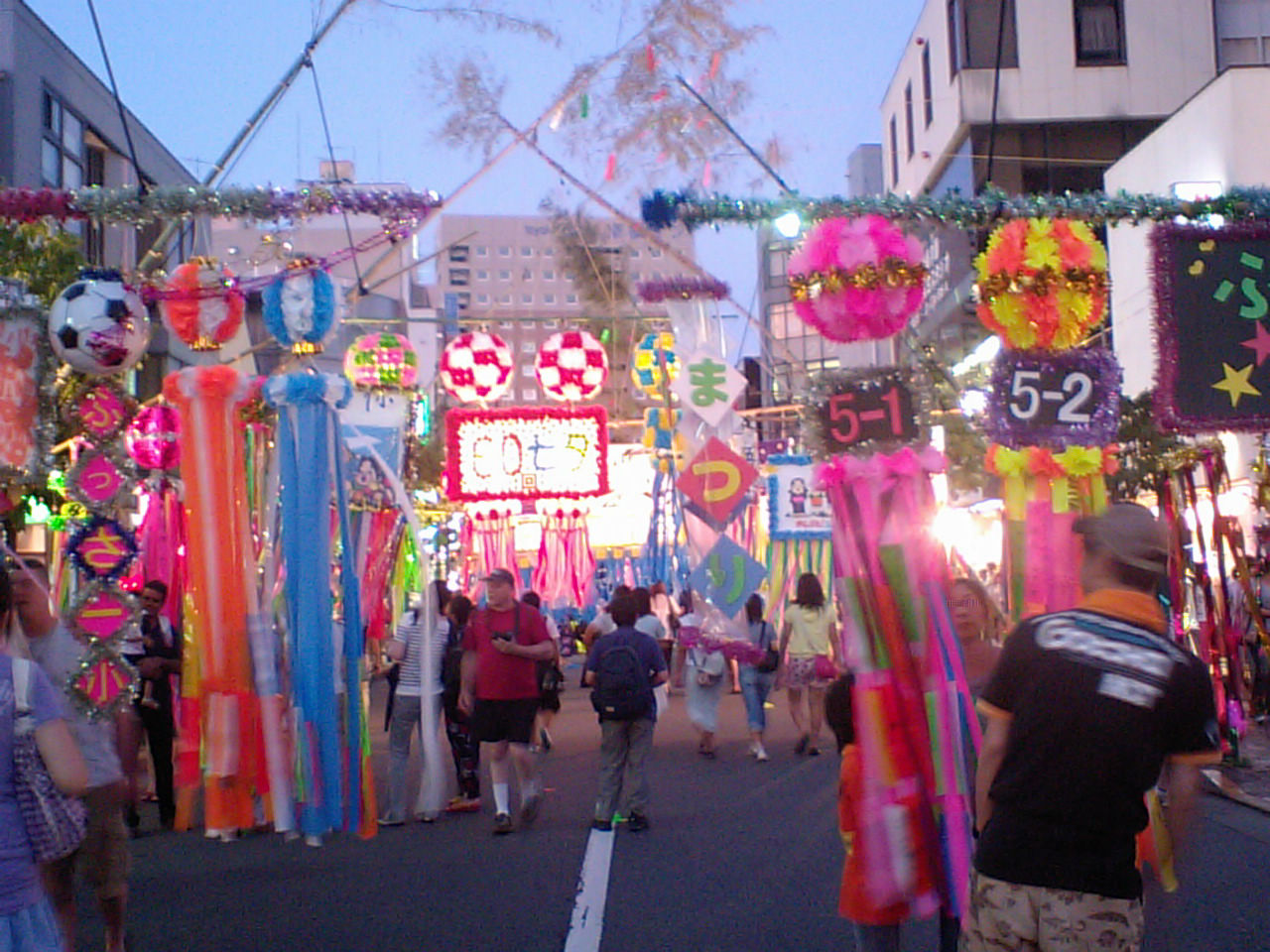
Tanabata a Tokyo

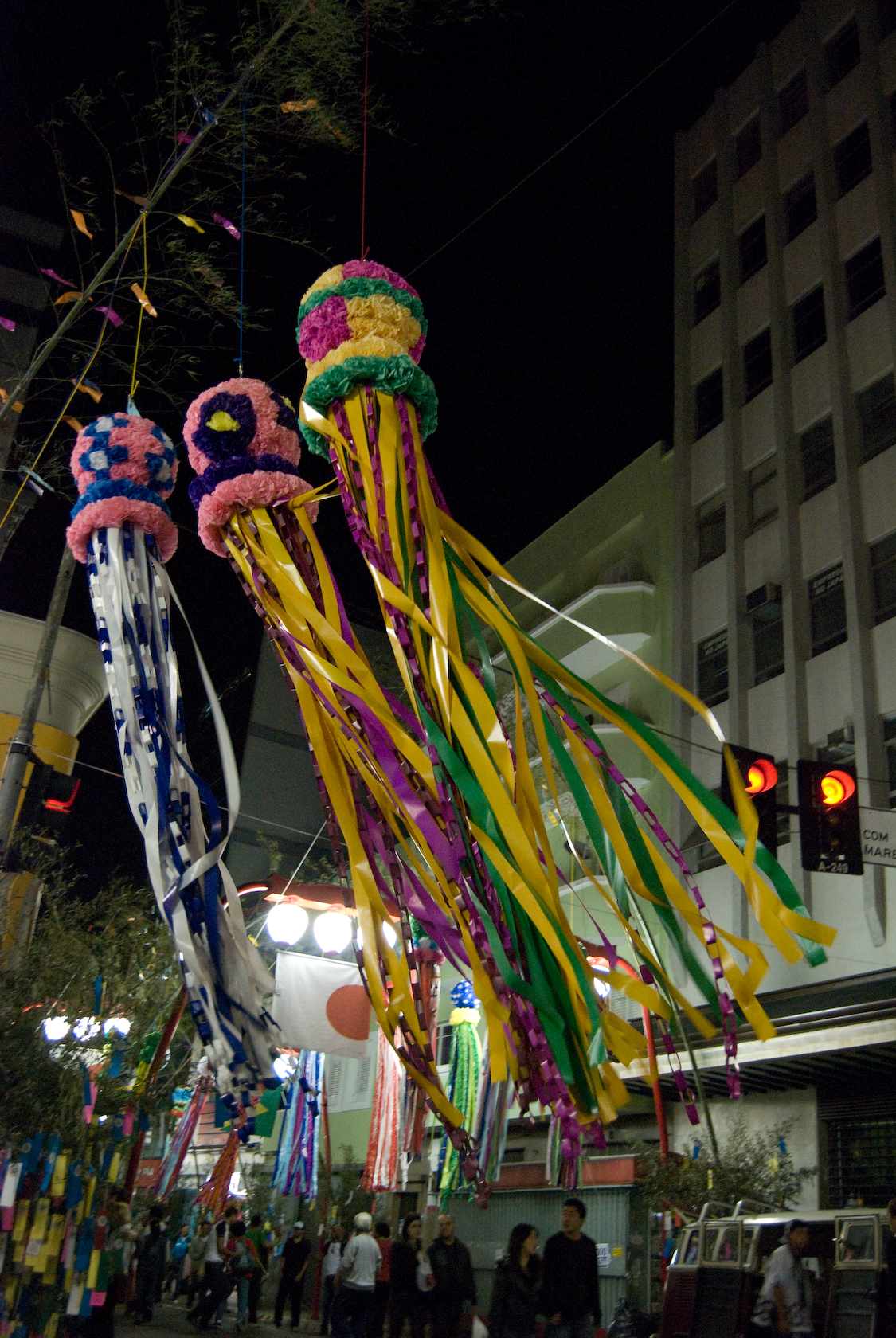
Tanabata a San Paolo (Brasile)

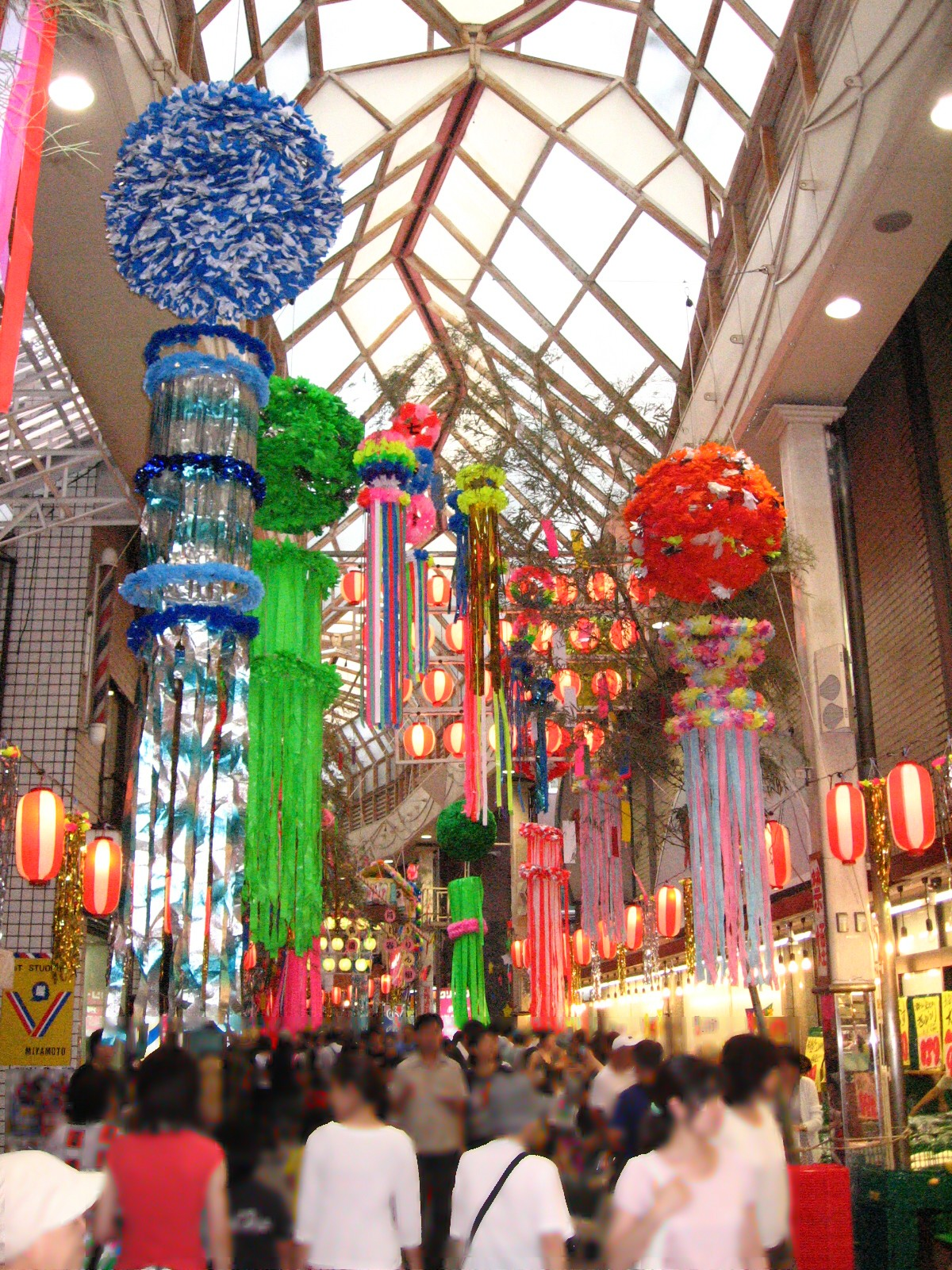
Tanabata a Asagaya

Le grandi celebrazioni del Tanabata si svolgono in molti luoghi in Giappone: centri commerciali, ampie strade decorate con grandi stelle filanti colorate. La più famosa si tiene a Sendai dal 6 all'8 agosto. Nella regione del Kantō la celebrazione del Tanabata più grande si svolge a Hiratsuka (Kanagawa) nei primi giorni di luglio. È famosa anche quella di Ichinomiya (Aichi). 
Fuori del Giappone il più importante è quella di San Paolo in Brasile, attorno al primo fine settimana di luglio.
Sebbene la data delle celebrazioni del Tanabata vari a seconda della regione, il contenuto si assomiglia: concorsi di decorazione, sfilate e concorsi di bellezza. Come altri matsuri giapponesi, molte bancarelle vendono cibi tradizionali all'aria aperta, giochi e maschere di carnevale, in modo da creare un'atmosfera festosa.

### Hiratsuka

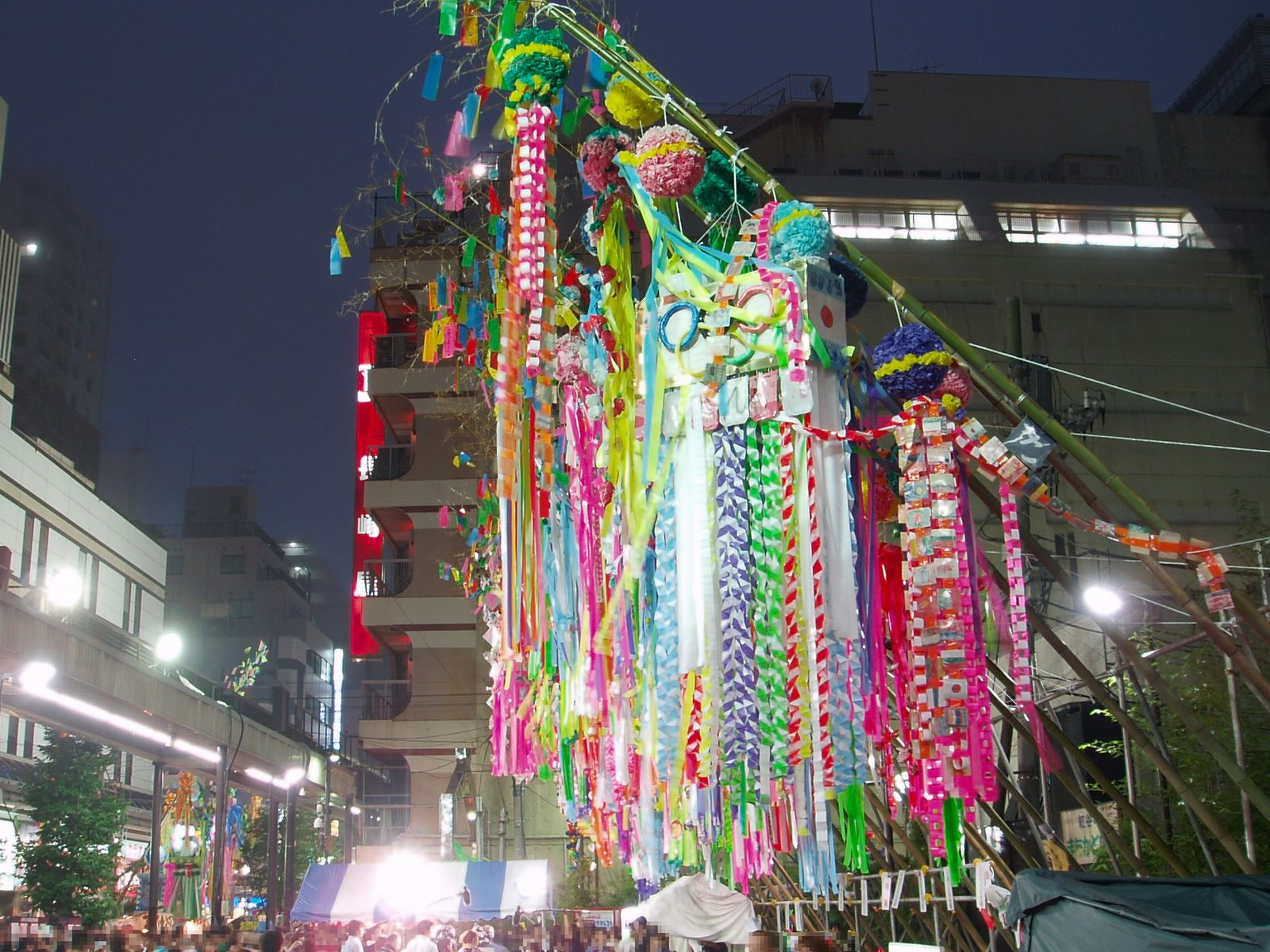
Tanabata a Hiratsuka

Il Tanabata di Hiratsuka, nella prefettura di Kanagawa, si svolge tra il 4 e il 6 luglio ed è il più grande del Kantō. Ogni anno l'organizzazione coinvolge interi quartieri le cui strade vengono addobbate con numerose decorazioni, soprattutto l'ultimo giorno. Alcune decorazioni sono così grandi da essere sorrette da apposite travi in acciaio invece che dai tradizionali alberi di bambù.

### Ichinomiya
A Ichinomiya il Tanabata si festeggia tra il 24 e il 27 luglio al Honmachi Shotengai, un viale di cinquecento metri che conduce al santuario di Masumida. Una delle particolarità è il concorso di "Miss Tanabata".

### Sendai

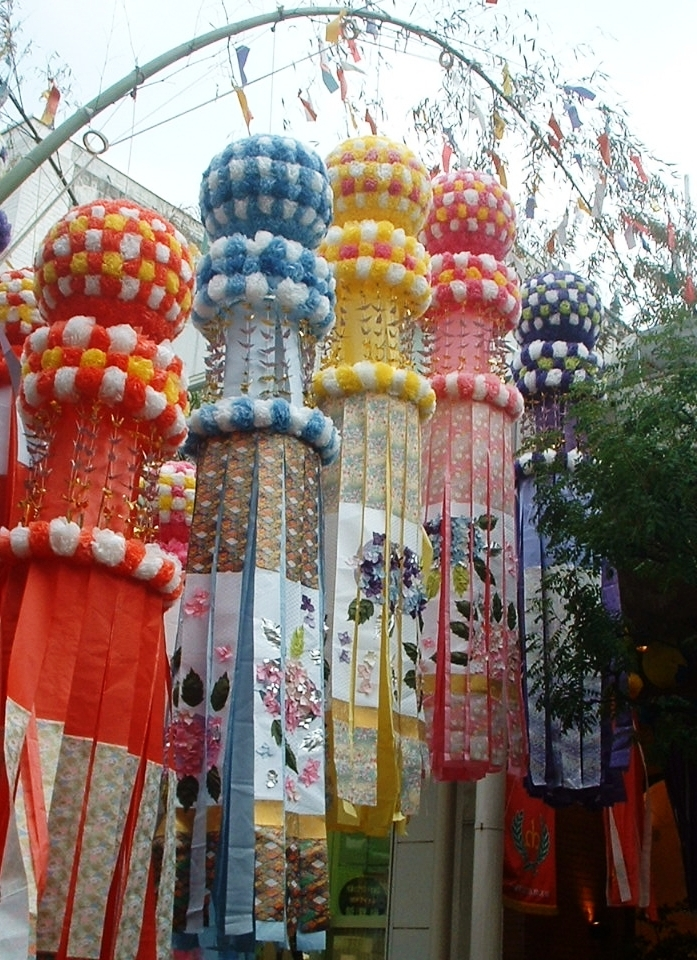
Kusudama al Tanabata a Sendai nel 2005

Il Tanabata di Sendai, nella prefettura di Miyagi, è probabilmente il più famoso e più importante in Giappone. Si svolge tra il 6 e l'8 agosto.
Nel periodo Edo il particolare stile Edo del Tanabata di Sendai fu denominato Tanabata-san dalla popolazione locale. Il signore feudale Date Masamune compose otto poesie sul Tanabata, indicandolo come evento già consolidato in quel periodo.
Il Tanabata era originariamente celebrato il 7 luglio. A Sendai la gente gettava le decorazioni nel fiume la mattina dell'8 luglio. All'era del 7° signore feudale Date Shigemura il rito fu anticipato di un giorno: la festività al 6 luglio e il lancio delle decorazioni nel fiume alla mattina del giorno seguente. Dalla sera del 6 le persone ornavano le strade con il bambù, celebrando l'incontro delle due stelle (Orihime e Hikoboshi).
Nelle regioni di Kantō, Hokuriku e Tōhoku si bruciava incenso e gli agricoltori pregavano per un buon raccolto, costruendo cavalli di paglia in onore della divinità protettrice del risone. A Sendai il bambù veniva prima tagliato in piccoli rami e usato come decorazione, poi gettato nel fiume Hirose la mattina del 7º giorno (in alcune epoche l'8º giorno) mentre la gente si bagnava o faceva il bucato nel fiume. Questa ricorrenza venne chiamata Nanukabi o Nanukabon ed era il giorno in cui le persone si purificavano e iniziavano i preparativi dell'Obon. Questo tipo di Tanabata cominciò a cadere in disuso a causa dei grandi cambiamenti dopo la restaurazione Meiji. L'adozione del calendario solare nel 1873 (il 6º anno dell'era Meiji) compromise le celebrazioni del Tanabata che divennero sempre più rare col passare degli anni. La recessione dopo la prima guerra mondiale costrinse anche a imporre una tassa sull'organizzazione dei festeggiamenti.
Dopo la recessione nel 1927 (secondo anno Shōwa) un gruppo di mercanti di Sendai decise di far rivivere il Tanabata ricorrendo a decorazioni bellissime, in modo da rilanciare gli affari a Sendai. Il nuovo Tanabata ebbe un gran successo, e dopo tanto tempo la città tornò a essere meta di numerose persone attratte dagli addobbi.
Nel 1928 il Tanabata di Sendai venne completamente ristabilito.
Quando scoppiò la seconda guerra mondiale, le decorazioni del Tanabata scomparvero di nuovo. Durante gli anni più difficili, il 1943 e il 1944, le poche decorazioni venivano esposte solo nelle principali vie del commercio .
Le celebrazioni del Tanabata furono ufficialmente ripristinate dieci anni dopo la fine della guerra. Da allora il quartiere dello shopping del centro di Sendai ha sempre lavorato con entusiasmo per assicurare il successo del Tanabata e attirare i turisti e promuovere le attività commerciali. Il Tanabata di Sendai è la più grande celebrazione in Giappone e attrae le persone da tutto il Paese.
I kusudama (くす玉? i classici ornamenti di forma ovale) erano originariamente manufatti di carta a forma di fiore per tenere a distanza gli spiriti maligni dei morti. L'attuale kusudama fu concepito nel 1946 dal proprietario di un negozio nel centro di Sendai e continua ad essere la più famosa tra le decorazioni moderne del Tanabata, oltre alle stelle filanti fukinagashi. Dal 2018 presso lo Zuihōden, il mausoleo di Date Masamune, sono esposte stelle filanti ispirate ai costumi del due volte campione olimpico di pattinaggio Yuzuru Hanyū.

## G8 di Hokkaidō

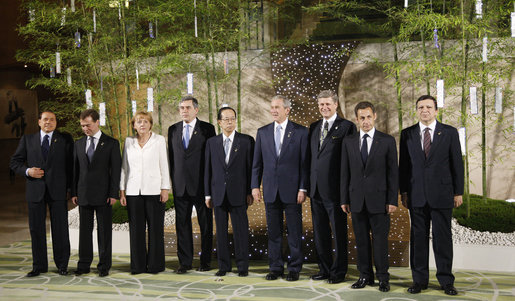
I leader partecipanti al G8 di Hokkaido

Nel 2008 il 34º vertice del G8 a Tōyako (Hokkaidō) coincise con i festeggiamenti del Tanabata. L'allora primo ministro giapponese Yasuo Fukuda invitò i leader a partecipare allo spirito della festa. Fu chiesto loro di scrivere un desiderio su un tanzaku, di appenderlo su un ramo di bambù e di impegnarsi a intraprendere azioni atte a cambiare il mondo in meglio. Tale gesto simbolico fu considerato un primo passo verso questo obiettivo.
Il Ministero degli affari esteri durante il vertice mise a disposizione uno spazio apposito con un albero di bambù e delle strisce di carta colorate nell'ambito di una campagna di sensibilizzazione per i cittadini di Rappongi. I visitatori potevano esprimere così i propri desideri sul futuro della Terra.
Fuori dal Giappone il gesto di Fukuda ebbe inaspettate conseguenze. Per esempio, il maggiore quotidiano indiano a diffusione nazionale, The Hindu, pubblicò un editoriale riassumendo i temi più importanti trattati dal vertice sotto forma di desideri.
Fukuda invitò i cittadini giapponesi anche a spegnere le luci e a uscire con le famiglie per godere dello spettacolo della Via Lattea nel cielo notturno. Il 7 luglio il ministero dell'Ambiente stimò che oltre 70000 strutture, tra aziende e abitazioni, avrebbero spento le luci dalle 20 alle 22 come passo simbolico e come augurio per un futuro migliore.

## Nei media

### Televisione
Il Tanabata fa da sfondo al quinto episodio della miniserie Ueno Juri to Itsutsu no Kaban (上野樹里と5つの鞄?), trasmessa in Giappone il 3 ottobre 2009. Vengono presentati diversi elementi della festa, tra cui l'uso dello yukata e l'affissione del tanzaku sul ramo di bambù. La protagonista Juri Ueno (上野樹里?) si riferisce chiaramente a Orihime mentre osserva la Via Lattea che appare nel cielo di Tokyo.
Nell'episodio Rapsodia della foglia di bambù, che apre la seconda stagione dell'anime La malinconia di Haruhi Suzumiya e costituisce il secondo capitolo del terzo volume della light novel, i protagonisti festeggiano il Tanabata. Vengono menzionati il bambù, i tanzaku, le stelle-divinità Orihime e Hikoboshi che dovrebbero esaudire i desideri.
Un episodio dell'anime Keroro, Furto dei desideri. Signorsi!, è ambientato durante il Tanabata, ribattezzato nella versione italiana "Festa delle Stelle". Tale adattamento è stato utilizzato precedentemente anche per l'episodio numero 148 dell'anime Ranma ½, dal titolo La principessa Ori.
L'episodio 14 dell'anime Kimagure Orange Road si svolge durante la festa del Tanabata; i protagonisti appendono i loro tanzaku sull'albero di bambù. Nell'anime Steins;Gate 0 più volte Mayuri Shiina ricorda la leggenda, paragonandosi a Orihime. In un episodio della serie Pretty Star - Sognando l'Aurora si celebra il Tanabata. Vi si ispira il leggendario Pokémon Jirachi.
Durante un episodio della settima stagione della sitcom The Big Bang Theory, L'amalgamazione dell'incertezza, Rajesh narra questa leggenda. La festa del Tanabata viene citata nell’episodio 22 dell'anime Nana, in particolare per ciò che riguarda la compilazione dei Tanzaku e in Kiss Me Licia, nella puntata "il compleanno di Andrea".

### Manga
Nel primo numero delle Short Stories pubblicate da Naoko Takeuchi sulla celeberrima serie Sailor Moon è presente una storia ambientata durante il Tanabata; in essa si parla appunto dell'amore fra la tessitrice e il pastore. Una storia del manga Usagi Yojimbo richiama la leggenda dei due amanti separati.
La festività è citata più volte nel manga "Buonanotte,Pun pun" di Inio Asano

### Letteratura
Il "settimo giorno del settimo mese" ricorre nel più lungo componimento della poesia classica cinese, Il canto del rimpianto eterno di Po Chu-i: nella chiusa finale, quando alla Montagna Divina la principessa defunta ricorda l'eterna promessa d'amore fatta all'amato perduto per sempre.

### Videogiochi
Nel popolare videogioco della serie Animal Crossing, ovvero Animal Crossing: New Horizons, sono stati resi disponibili alcuni oggetti nel catalogo Nook, dedicati alla festa delle stelle e alla leggenda del pastore e della filatrice.